# ماثيو هيسلوب
ماثيو هيسلوب (بالإنجليزية: Matthew Hislop)‏ هو لاعب كرة قدم بريطاني في مركز الدفاع، ولد في 31 يناير 1987 في ولفرهامبتن في المملكة المتحدة. لعب مع كوينز بارك رينجرز ونادي أرسنال.

## وصلات خارجية
- ماثيو هيسلوب على موقع قاعدة بيانات كرة القدم.إي يو (الإنجليزية)
- ماثيو هيسلوب على موقع Soccerbase.com (لاعب) (الإنجليزية)